# Pentidotea stenops
Pentidotea stenops is een pissebed uit de familie Idoteidae. De wetenschappelijke naam van de soort is voor het eerst geldig gepubliceerd in 1898 door Benedict.